# Mahoromatic
 (février 2024).
Si vous disposez d'ouvrages ou d'articles de référence ou si vous connaissez des sites web de qualité traitant du thème abordé ici, merci de compléter l'article en donnant les références utiles à sa vérifiabilité et en les liant à la section « Notes et références ».
Mahoromatic (まほろまてぃっく, Mahoromatikku) est un manga écrit par Bunjūrō Nakayama et dessiné par Bow Ditama. Il a été prépublié entre 1998 et 2004 dans le magazine Comic Gum de l'éditeur Wani Books avant d'être compilé en un total de huit volumes. La version française a été éditée en intégralité par Ki-oon.
Une adaptation en série télévisée d'animation produite par les studios Gainax et Shaft a été diffusée entre septembre 2001 et janvier 2002. Une seconde saison a ensuite vu le jour entre septembre 2002 et janvier 2003.

## Synopsis
Mahoro, une androïde de combat, décide de prendre sa retraite après une guerre contre des envahisseurs extra-terrestres sur Terre. Vu ses exploits en temps de guerre, les supérieurs de Mahoro décident de lui donner le choix entre continuer à servir ou bien être désarmée et vivre en civile. Cependant, Mahoro étant une androïde, sa durée de vie est limitée: une trentaine de jours si elle reste, ou bien une année si elle se laisse désarmer. Elle décide alors de terminer ses jours en civile, en tant que domestique pour un jeune orphelin, pas si étranger qu'il ne le pense à l'organisation à laquelle Mahoro appartient...

## Personnages

### Maison des Misato
- Mahoro Ando （V1046-R MAHORO） (安藤 まほろ, Ando Mahoro?)

Voix : Ayako Kawasumi (川澄 綾子, Kawasumi Ayako)
Son expression favorite est "ecchi na no wa ikenai to omoimasu" (je pense qu'être pervers est mal).
- Suguru Misato (美里 優, Misato Suguru?)

Voix : Fujiko Takimoto (瀧本 富士子, Takimoto Fujiko)
- Minawa Ando （CODE:370） (安藤みなわ, Ando Minawa?)

Voix : Ai Shimizu (清水 愛, Shimizu Ai)
- Slash （V1046 R9-SLASH ZERO） (スラッシュ, Surasshu?)

Voix : Keiichi Noda (野田 圭一, Noda Keiichi)

### À l'école
- Saori Shikijou (式条 沙織, Shikijou Saori?)

Voix : Yumi Takada (高田 由美, Takada Yumi)
- Miyuki Sakura (佐倉 深雪, Sakura Miyuki?)

Voix : Yumi Kikuchi (菊地 由美, Kikuchi Yumi)
- Rin Todoroki (等々力 凛, Todoroki Rin?)

Voix : Manabi Mizuno (水野 愛日, Mizuno Manabi)
- Chizuko Ooe (大江 千鶴子, Ooe Chizuko?)

Voix ： Asami Sanada (真田 アサミ, Sanada Asami)
- Toshiya Hamaguchi (浜口 俊也, Hamguchi Toshiya?)

Voix ： Hideki Ogiwara (荻原 秀樹, Ogiwara Hideki)
- Kiyomi Kawahara (川原 清巳, Kawahara Kiyomi?)

Voix ： Atsushi Kisaichi (私市 淳, Kisaichi Atsushi)
- Yoshimi Tanaka (田中 佳美, Tanaka Yoshimi?)

Voix ： Tomoko Kaneda (金田 朋子, Kaneda Tomoko)

### Extérieur
- Ryūga / Tō Ryūga (リューガ / 流河 濤, Ryūga / Ryūga Tō?)

Voix : Takehito Koyasu (子安 武人, Koyasu Takehito)
- Minato Hokaze (帆風 みなと, Hokaze Minato?) : Docteur Hokaze

Voix : Shinji Kawada (川田 紳司, Kawada Shinji)
- Hayato Daimon (大門 隼人, Daimon Hayato?)

Voix : Unshō Ishizuka (石塚 運昇, Ishizuka Unshō)

## Manga
Le manga Mahoromatic, créé par Bow Ditama et Bunjūrō Nakayama, est publié dans le magazine Gun Comics au Japon. Il a été ensuite publié sous forme de volumes reliés à partir de 1999.

### Liste des volumes
| no | Japonais        | Japonais      | Français          | Français          |
| no | Date de sortie  | ISBN          | Date de sortie    | ISBN              |
| -- | --------------- | ------------- | ----------------- | ----------------- |
| 1  | 10 octobre 1999 | 4-8470-3326-4 | 22 mars 2007      | 978-2-915513-50-9 |
| 2  | 10 juillet 2000 | 4-8470-3354-X | 24 mai 2007       | 978-2-915513-60-8 |
| 3  | 10 mars 2001    | 4-8470-3383-3 | 12 juillet 2007   | 978-2-915513-69-1 |
| 4  | 10 octobre 2001 | 4-8470-3413-9 | 27 septembre 2007 | 978-2-915513-79-0 |
| 5  | 10 juin 2002    | 4-8470-3370-1 | 22 novembre 2007  | 978-2-915513-88-2 |
| 6  | 31 mars 2003    | 4-8470-3440-6 | 24 janvier 2008   | 978-2-35592-002-8 |
| 7  | 10 octobre 2003 | 4-8470-3454-6 | 24 avril 2008     | 978-2-35592-009-7 |
| 8  | 5 décembre 2004 | 4-8470-3479-1 | 26 juin 2008      | 978-2-35592-019-6 |

## Anime
Le manga a été adapté en deux séries animées par Gainax : Mahoromatic : Automatic Maiden et Mahoromatic: Quelque chose de plus beau (まほろまてぃっく~もっと美しいもの~, Mahoromatic: Motto Utsukushii Mono).
La première saison est constituée de douze épisodes et a débuté le 10 septembre 2001 jusqu'au 28 janvier 2002 sur BS-i, au Japon. La première saison suit plus ou moins le manga jusqu'au troisième volume. À la fin de chaque épisode, un Haiku appelé "Satellite Poema" (en plus long tout de même) est lu par un personnage de la série.
La seconde saison suit également le manga, jusqu'à la fin définitive de l'histoire. Cette saison fut diffusée du 26 septembre 2002 au 16 janvier 2003.
Un épisode spécial, Mahoromatic: Spécial Été (まほろまてぃっく夏のTVスペシャル) a été diffusé à la télévision, et se déroule pendant les jours où Minawa est devenue partie intégrante du foyer. Cet épisode a été produit et diffusé pendant l'été 2003.
En octobre 2009, deux épisodes spéciaux, Mahoromatic: Spécial Tadaima◆Okaeri (まほろまてぃっく特別編 ただいま◆おかえり) ont été diffusés à la télévision.

### Liste des épisodes

#### Saison 1
| No | Titre français                               | Titre japonais            | Titre japonais                  | Date de 1re diffusion |
| No | Titre français                               | Kanji                     | Rōmaji                          | Date de 1re diffusion |
| -- | -------------------------------------------- | ------------------------- | ------------------------------- | --------------------- |
| 1  | Dans le jardin où fleurissent les hortensias | 紫陽花の咲く庭で          | Azisai no saku niwa de          | 5 octobre 2001        |
| 2  | Mademoiselle le professeur Shikijo, 25 ans   | 女教師沙織二十五歳        | Onna kyōshi Saori nijū go sai   | 12 octobre 2001       |
| 3  | Une tombe éphémère                           | 墓ありて儚く              | Haka arite hakanaku             | 19 octobre 2001       |
| 4  | Pénétrer ton cœur                            | ハート撃ち抜きます        | Hāto uchinuki masu              | 26 octobre 2001       |
| 5  | 8/634, c'est la forme                        | 8ノ634ハ元気デス          | Hachi no musashi wa genki desu  | 2 novembre 2001       |
| 6  | Air mélancolique des fleurs sous la lune     | 月花愁色                  | Gekka shūshoku                  | 9 novembre 2001       |
| 7  | Une maid poursuivie par son passé            | 過去に追われるメイドさん  | Kako ni owareru meido san       | 16 novembre 2001      |
| 8  | Celle qui a des sentiments parfaits          | 完璧な心の持ち主          | Kanpeki na kokoro no mochinushi | 23 novembre 2001      |
| 9  | Limelight                                    | ライムライト〜Limelight〜 | Raimu raito 〜Limelight〜       | 30 novembre 2001      |
| 10 | Le destin du guerrier                        | 戦士としての宿命          | Senshi to shite no shukumei     | 7 décembre 2001       |
| 11 | Quelqu'un d'important pour moi               | ぼくの大切な人間          | Boku no taisetsu na hito        | 21 décembre 2001      |
| 12 | Ce paysage dont je rêve parfois              | いつか夢見た風景に        | Itsuka yume mita fūkei ni       | 28 décembre 2001      |

#### Saison 2
| No | Titre français                                     | Titre japonais             | Titre japonais                   | Date de 1re diffusion |
| No | Titre français                                     | Kanji                      | Rōmaji                           | Date de 1re diffusion |
| -- | -------------------------------------------------- | -------------------------- | -------------------------------- | --------------------- |
| 1  | Le retour de la domestique                         | 帰ってきたメイドさん       | Kaette kita meido san            | 26 septembre 2002     |
| 2  | À partir de maintenant tu seras Minawa             | きょうからみなわ           | Kyou kara Minawa                 | 3 octobre 2002        |
| 3  | Un gros rêve                                       | 夢はおっきく               | Yume wa okkiku                   | 10 octobre 2002       |
| 4  | J'ai trouvé ce que je cherchais                    | 探し物 見つけます          | Sagashimono mitsukemasu          | 17 octobre 2002       |
| 5  | Est ce que je vais prendre froid demain ?          | あしたはかぜになる?        | Ashita wa kaze ni naru?          | 24 octobre 2002       |
| 6  | Ca doit être drôle                                 | ヤレめでたやな             | Yare medetayana                  | 31 octobre 2002       |
| 7  | Voici avant hier                                   | おととい来やがれっ!        | Ototoi kiyagare!                 | 7 novembre 2002       |
| 8  | Le grand père et le petit fils                     | 祖父と孫と                 | Sofu to mago to                  | 14 novembre 2002      |
| 9  | Plus doux que l'amour une petite touche d'amertume | 愛より甘し? ちょびっと苦し | Ai yori amashi? Chobitto nigashi | 21 novembre 2002      |
| 10 | Les choses que j'aime                              | わたしの好きなもの         | Watashi no sukina mono           | 28 novembre 2002      |
| 11 | Couleur cerisier                                   | 願い、桜色                 | Negai, Sakura iro                | 5 décembre 2002       |
| 12 | L'annonce                                          | 受胎告知                   | Jutai kokuchi                    | 12 décembre 2002      |
| 13 | La fin du rêve                                     | ユメノオワリ               | Yume no owari                    | 9 janvier 2003        |
| 14 | Na-Geanna                                          | ナジェーナ                 | Najēna                           | 16 janvier 2003       |

#### Épisodes spéciaux
MahoromaticSpécial Été "Ecchi nanowa ikenai to omoimasu!"
| No | Titre français | Titre japonais | Titre japonais | Date de 1re diffusion |
| No | Titre français | Kanji          | Rōmaji         | Date de 1re diffusion |
| -- | -------------- | -------------- | -------------- | --------------------- |
| 1  | -              | -              | -              | 14 août 2003          |

MahoromaticSpécial Tadaima◆Okaeri
| No | Titre français | Titre japonais | Titre japonais  | Date de 1re diffusion |
| No | Titre français | Kanji          | Rōmaji          | Date de 1re diffusion |
| -- | -------------- | -------------- | --------------- | --------------------- |
| 1  |                | ただいまの風   | Tadaima no kaze | 17 octobre 2009       |
| 2  |                | おかえりの空   | Okaeri no sora  | 24 octobre 2009       |

### DVD
Une série de six DVD est sortie au Japon pour chacune des saisons. Aux États-Unis, les deux saisons ont été publiées par Pioneer, avec quatre DVD par saison. En France, seule la première saison est disponible chez Kazé, sur quatre DVD.

### Différence de fins
La série télévisée s'étant terminée avant la parution du dernier volume du manga, les deux fins proposées sont différentes.
La fin de l'anime
Le dernier épisode, Na-Geanna, est très différent en ton et en style par rapport au reste de la série, en prenant place vingt ans plus tard, et sur une autre planète. Beaucoup de choses au sujet de Mahoro, Matthew, et ce qui est arrivé aux autres personnages, restent inexpliquées et la résurrection de Mahoro n'a pas été traitée.
La fin du manga
Le manga se termine de la même façon que dans l'anime, plus ou moins, sauf qu'il y a beaucoup plus d'explications sur ce que les autres protagonistes sont devenus vingt ans plus tard. Le retour de Mahoro est expliqué par le fait qu'elle est née humaine et élevée jusqu'à ce qu'elle atteigne l'âge auquel elle était morte vingt ans plus tôt.
Entre autres, il y a beaucoup plus d'explications sur Matthew, qui a créé Mahoro et pourquoi, qui sont les SAINT et la relation entre Vesper et les Keeper.

## Produits dérivés

### CD musicaux
Outre les traditionnelles OST, il y a eu quelques drama. Certains de ces CD ont été adaptés et distribués aux États-Unis.

### Marchandises
Des ensembles de Gashapon ont été réalisés en 2005, avec Mahoro et Minawa dans leur costume de domestiques.
Un jeu PlayStation 2 par Konami du même nom a été également produit pour la série. Il suit le style habituel des roman animés avec doublages complets et du texte accompagnant les images, ainsi que des mini-jeux.
Gainax a également produit plusieurs CD de goodies, intitulés Mahoromatic: Digital Maiden. Ces CD ont été plus tard regroupés en deux DVD-ROM. Il est assez difficile de se les procurer car le site web de Gainax ne livre pas hors du Japon. Ils contiennent notamment des illustrations grand format, des voix, des papier-peints, des mini-jeux ou des petits logiciels.
Gainax vend aussi un client de messagerie aux couleurs de Mahoromatic.

## Anecdotes
L'expression préférée de Mahoro est « Ecchi na no wa ikenai to omoimasu » qui se traduit à peu près par « Je pense que la pornographie, c'est mal ». L'aversion que Mahoro porte à tout ce qui est érotique ou pervers devient beaucoup plus comique dès lors que l'on considère tout le fan service que les œuvres de Gainax colportent. Une autre phrase souvent utilisée dans la série est « Ce n'est pas ça le problème », dite chaque fois par un personnage différent.
Mahoro est parodiée dans un autre série de Gainax, He Is My Master, lorsque l'une des héroïnes de la série essaye différents costumes de domestiques et tombe sur celui de Mahoro. Elle est également parodiée dans un autre anime non-Gainax, Hanaukyo Maid Tai, où le personnage principal masculin, Taro, est contraint de s'habiller comme Mahoro à une convention d'anime et manga. Il dit même « Ecchi na no wa ikenai to omoimasu! », ce qui attire beaucoup de monde.
On peut aussi apercevoir Mahoro dans un épisode de la série d'OAV Koharu Biyori (où l'héroïne, Yui, est aussi une domestique androïde) pendant le concours de domestique androïde.